# Vesna Dolonc
Vesna Ratkovna Manasieva, coniugata Dolonc (in russo Весна Ратковна Манасиева-Долонц?; Mosca, 21 luglio 1989), è un'ex tennista russa naturalizzata serba.
Nata Vesna Manasieva, si fa chiamare Vesna Dolonc o anche Vesna Dolonts in seguito al matrimonio con Arsen Dolonc.

## Carriera
Agli Australian Open 2011 ha raggiunto il terzo turno, venendo quindi eliminata dalla tennista lettone Anastasija Sevastova.
Il 15 settembre 2012 arriva alla sua prima finale WTA della carriera al Tashkent Open insieme ad Anna Čakvetadze, ma le due si sono ritirata quando erano sotto di un set a causa di un infortunio alla schiena della russa.
Al Torneo di Wimbledon 2013 ha raggiunto anche qui il terzo turno dove la belga Kirsten Flipkens l'ha poi battuta in due set.

## Statistiche

### Doppio

#### Sconfitte (1)
| Legenda               |
| --------------------- |
| Grande Slam (0)       |
| Argenti Olimpici (0)  |
| WTA Finals (0)        |
| Premier Mandatory (0) |
| Premier 5 (0)         |
| Premier (0)           |
| International (1)     |

| N. | Data              | Torneo                  | Superficie | Compagna        | Avversarie in finale       | Punteggio |
| 1. | 15 settembre 2012 | Tashkent Open, Tashkent | Cemento    | Anna Čakvetadze | Paula Kania Polina Pekhova | 2–6, rit. |

## Risultati in progressione
| Sigla | Risultato               |
| ----- | ----------------------- |
| V     | Vincitore               |
| F     | Finalista               |
| SF    | Semifinalista           |
| O     | Oro olimpico            |
| A     | Argento olimpico        |
| SF    | Bronzo olimpico         |
| QF    | Quarti di Finale        |
| 4T    | Quarto turno            |
| 3T    | Terzo turno             |
| 2T    | Secondo turno           |
| 1T    | Primo turno             |
| RR    | Round Robin             |
| LQ    | Turno di qualificazione |
| A     | Assente                 |
| ND    | Non disputato           |

| Legenda superfici    |
| -------------------- |
| Cemento              |
| Terra battuta        |
| Erba                 |
| Superficie variabile |

### Singolare
|                        | Russia | Russia | Russia | Russia | Russia | Russia | Serbia | Serbia | Serbia | Serbia |      |
| Torneo                 | 2006   | 2007   | 2008   | 2009   | 2010   | 2011   | 2012   | 2013   | 2014   | 2015   | V-S  |
| Tornei del Grande Slam |        |        |        |        |        |        |        |        |        |        |      |
| Australian Open        | A      | A      | Q3     | Q1     | Q3     | 3T     | Q1     | 2T     | 2T     | A      | 4–3  |
| Open di Francia        | A      | A      | Q1     | Q1     | Q3     | 2T     | Q2     | 1T     | Q3     |        | 1–2  |
| Wimbledon              | A      | A      | Q2     | 1T     | Q3     | 1T     | 1T     | 3T     | Q1     |        | 2–4  |
| US Open                | A      | A      | Q1     | 1T     | Q2     | 1T     | Q2     | 1T     | Q1     |        | 0–3  |
| Totale                 | 0-0    | 0-0    | 0-0    | 0-2    | 0-0    | 3-4    | 0-1    | 3-4    | 0-1    | 0-0    | 7-12 |